# GP (album)
GP is het eerste soloalbum van de Amerikaanse singer/songwriter Gram Parsons, uitgebracht in januari 1973. Voordat hij dit soloalbums uitbracht, heeft Gram Parsons deel uitgemaakt van de International Submarine Band, The Byrds (waarmee hij in 1968 het countryrockalbum Sweetheart of the Rodeo opnam) en The Flying Burrito Brothers, waarmee hij in september 1969 het album The Gilded Palace of Sin maakte. Aan beide albums, die indertijd als baanbrekend werden beschouwd, heeft Gram Parsons een belangrijke bijdrage geleverd. Daarna duurde het bijna vier jaar voordat hij zijn eerste soloalbum GP uitbracht. In de loop van 1973 is hij overleden aan een overdosis morfine en tequila. Zijn tweede album is uitgebracht na zijn overlijden.

## Muzikanten
Gram Parsons zingt op dit album een aantal duetten met Emmylou Harris, die toen nog een onbekende folkzangeres was. Ric Grech, die basgitaar speelt op dit album, heeft eerder deel uitgemaakt van de Britse rockbands Family en Blind Faith.  James Burton, Glen Hardin en Ronnie Tutt behoorden tot de begeleidingsband van Elvis Presley. Steelgitarist Al Perkins heeft onder meer gespeeld in de Flying Burrito Brothers en  Manassas (de band van Stephen Stills) en meegespeeld op albums van de Eagles en The Rolling Stones. Byron Berline werd indertijd beschouwd als een van de beste violisten (fiddlers) in de countrymuziek. Hij is onder meer lid geweest van Country Gazette en heeft gespeeld met veel bekende muzikanten, waaronder Bob Dylan, The Byrds, Willie Nelson en The Band.
- Gram Parsons – zang, akoestische gitaar
- Emmylou Harris – zang
- Barry Tashian – zang, ritmegitaar
- Ric Grech – basgitaar
- John Conrad – bas
- Ronnie Tutt – drums
- John Guerin – drums
- Sam Goldstein – drums
- Glen D. Hardin – piano, orgel
- James Burton – elektrische gitaar, dobro
- Al Perkins – pedaal steelgitaar
- Buddy Emmons – pedaal steelgitaar
- Byron Berline – viool
- Alan Munde – banjo op Still feeling blue
- Ron Hicklin, Tom Bahler, Mitch Gordon, Lewis Morford – achtergrondzang op Kiss the children
- Hal Battiste – baritonsaxofoon op Cry one more time

## Muziek
Gram Parsons werd beschouwd als de pionier van de countryrock. Hij speelde countrymuziek met een mengeling van rock en soul, wat hij ook wel Cosmic American Music noemde. Op dit album GP staan een aantal ballads die hij samen met Emmylou Harris zingt (zoals We’ll sweep out the ashes in the morning) en een paar uptempo songs (o.a. de openingstrack Still feeling blue). Cry one more time (oorspronkelijk van de bluesrockgroep The J. Geilsband) heeft funky invloeden, en in She zijn soulinvloeden te beluisteren. Big mouth blues (een van de eigen composities van Parsons) heeft bluesrockelementen. Op dit album vallen diverse instrumenten te beluisteren die vaak bespeeld worden in de countrymuziek, zoals dobro, fiddle, pedaal steelgitaar en banjo. Daarnaast wordt er gespeeld op instrumenten die vaak voorkomen in de rockmuziek. Gram Parsons had een grote invloed op onder meer The Rolling Stones en The Byrds.

## Tracklijst

### kant een
1. Still feeling blue (Gram Parsons) – 2:38
2. We’ll sweep out the ashes in the morning (Joyce Allsup) – 3:13
3. A song for you (Gram Parsons) – 4:57
4. Streets of Baltimore (Tompall Glaser, Harlan Howard)- 2:50
5. She (Gram Parsons, Chris Ethridge) – 4:55

### kant twee
1. That’s all it took (Darrell Edwards, Charlotte Grier, George Jones) – 2:57
2. The new soft shoe (Gram Parsons) – 3:52
3. Kiss the children (Ric Grech) – 3:52
4. Cry one more time (Peter Wolf, Seth Justman) – 3:55
5. How much I’ve lied (Gram Parsons, David Rivkin) – 2:27
6. Big mouth blues (Gram Parsons) – 3:52

## Album
Dit album is opgenomen in september/oktober 1972 in de Wally Heider Studios in Hollywood (Californië). In die studio zijn onder meer ook albums opgenomen door Jefferson Airplane, Creedence Clearwater Revival, Van Morrison en Neil Young. Het album is uitgebracht in januari 1973 op Reprise Records en is geproduceerd door Gram Parsons en Ric Grech. De geluidstechnici waren Ed Barton en Hugh Davies. In 1990 is er een versie van het album op cd verschenen met de beide soloalbums GP (1973) en Grievous Angel (1974) op één disc. De discografie en uitgebreide informatie over alle versies van het album staan vermeld op de site van Discogs (zie bronnen, noten en referenties).

## Ontvangst
GP werd door de critici heel positief ontvangen, maar de verkoop verliep niet zo succesvol.
- Het album haalde de hitlijsten niet, en het leverde Gram Parsons geen bekendheid op bij het grote publiek.
- De plaat heeft wel bijgedragen aan de bekendheid van Emmylou Harris.
- De site AllMusic waardeerde de plaat met vijf sterren (het maximum).
- Op de jaarlijst 1973 van  OOR kreeg dit album een negende plaats.
- Op de jubileumlijst van 20 jaar OOR (1991) stonden de beide soloalbums van Gram Parsons op een gezamenlijke vijfde plaats.
- Op de jubileumlijst van 25 jaar OOR stond dit album in de rubriek country op een tweede plek.
- Op de lijst met de beste platen van de jaren zeventig (volgens OOR) stond dit album op nummer 58.
- Van de tien beste songs van Gram Parsons volgens Classic Rock Mag.nl stond She op een vierde plaats. Het was het enige nummer op die lijst dat afkomstig was van GP.